# Yossef Harmelin
Yossef Harmelin (1922-12 de diciembre de 1994) fue un funcionario público israelí que se desempeñó como director del Shabak de 1964 a 1974 y nuevamente de 1986 a 1988 y como embajador en Irán y Sudáfrica .
Nacido en Viena, Harmelin participó activamente en el movimiento juvenil Maccabi y en el club deportivo judío Hakoah Vienna. Emigró a Eretz Israel en 1939 bajo el programa de Inmigración Juvenil. Primero estuvo en la Aldea Juvenil Ben Shemen y luego fundó el kibutz Neve Yam. Harmelin combatió con las Fuerzas de Defensa de Israel en la Guerra de independencia de Israel. Se unió al Shabak en 1949 y fue nombrado subdirector en 1960, ascendiendo a su primer mandato como director cuatro años después. En 1974, dejó el Shabak para dedicarse a otras actividades, incluido su cargo de embajador. Fue el último embajador israelí en Irán, antes de que se rompieran las relaciones diplomáticas tras la revolución iraní. Volvió a encabezar la agencia de seguridad nuevamente en 1986 luego del Incidente del autobús 300. Se retiró en 1988.